# Lebo, Kansas
Lebo är en ort i Coffey County i Kansas. Vid 2010 års folkräkning hade Lebo 940 invånare.